# Oxalis petiolulata
Oxalis petiolulata är en harsyreväxtart som beskrevs av F. Bolus. Oxalis petiolulata ingår i släktet oxalisar, och familjen harsyreväxter. Inga underarter finns listade i Catalogue of Life.